# J. D. Drew

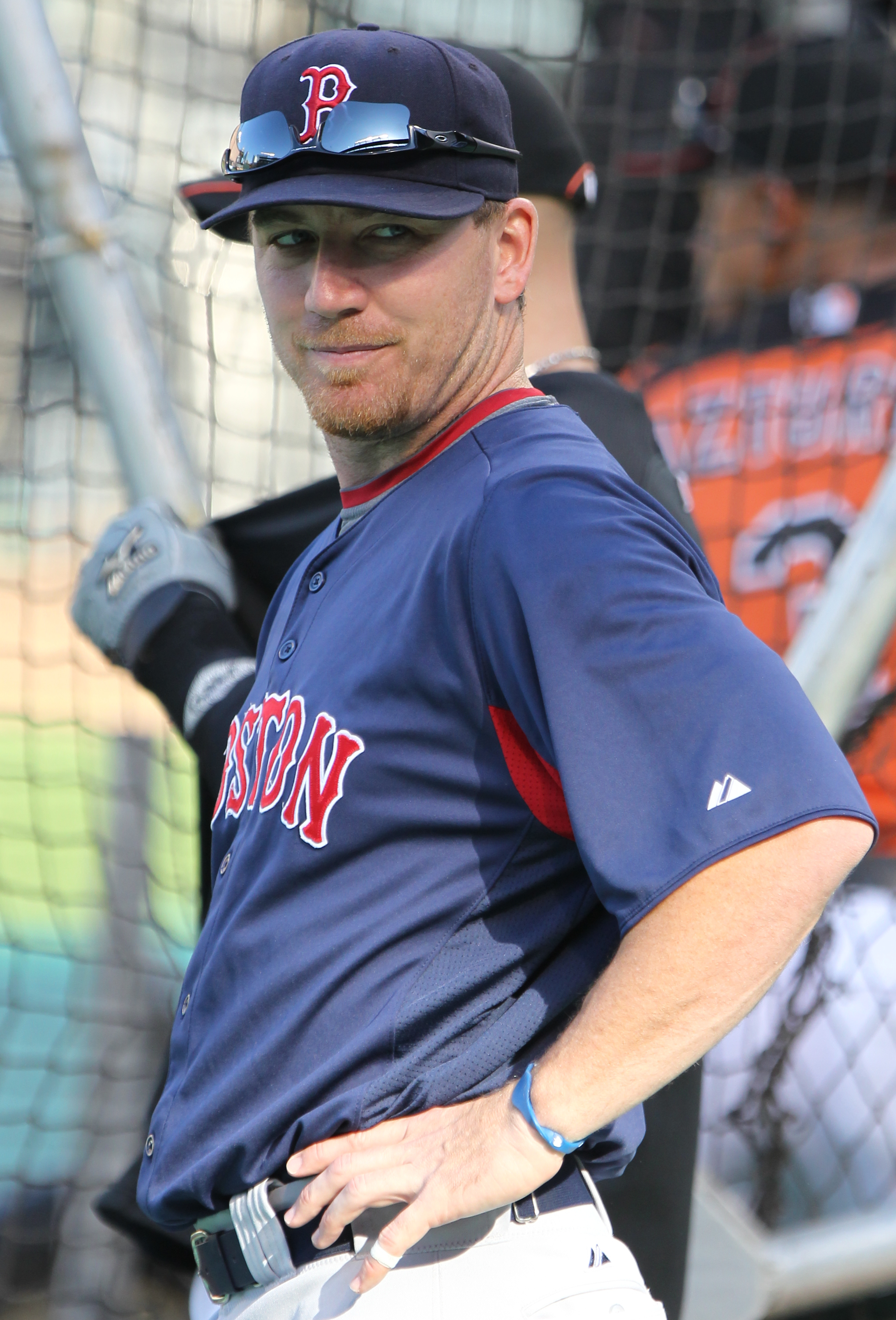
J.D. Drew

David Jonathan Drew (Valdosta, 20 de novembro de 1975) é um ex-jogador americano de beisebol. Jogava como campista direito.
Começou na Major League Baseball em 1998 com o St. Louis Cardinals, onde jogou até 2003. Após a melhor temporada de sua carreira em 2004 pelo Atlanta Braves, passou os dois anos seguintes no Los Angeles Dodgers. Em 25 de janeiro de 2007, fechou um contrato de cinco anos e US$70 mihões com o Boston Red Sox, time que defendeu até 2011.
Seu irmão mais novo, Stephen, também joga nas ligas maiores.
Ganhou a World Series de 2007 e foi eleito o MVP (Jogador mais valioso) na edição de 2008 do MLB All-Star Game.

## Estatísticas
- Média de rebatidas: 27,8%
- Home runs: 242
- Corridas impulsionadas: 795
- Rebatidas: 1 437